# Siordang
Siordang is een bestuurslaag in het regentschap Tapanuli Tengah van de provincie Noord-Sumatra, Indonesië. Siordang telt 1834 inwoners (volkstelling 2010).